# Лучинский, Александр Александрович
Алекса́ндр Алекса́ндрович Лучи́нский (10 [23] марта 1900, Киев — 25 декабря 1990, Москва) — советский военачальник, Герой Советского Союза (1945). Генерал армии (1955). Кандидат в члены ЦК КПСС (1952—1961).

## Детская и юношеская биография
Александр Александрович Лучинский родился 23 марта 1900 года в Киеве в семье офицера Русской императорской армии, будущего генерал-майора А. Л. Лучинского (1859—1922). С 1912 году учился в Вольском кадетском корпусе, где окончил 7 классов. Однако в 1918 году кадетский корпус был упразднён. В том же 1918 году экстерном сдал экзамен за курс реального училища в Саратове. С 1918 года учился в Саратовском университете и работал на складах потребсоюза в Саратове.

## Довоенная служба
В мае 1919 года А. А. Лучинский был призван в Красную Армию. Участвовал в Гражданской войне. Служил в Саратовском рабочем полку, в 1-м Бухарском партизанском отряде, с мая 1919 — командир взвода связи отдельной роты связи Саратовской бригады, с августа 1919 — командир взвода и эскадрона 1-й бригады 50-й Таманской стрелковой дивизии. Воевал на Восточном, Юго-Восточном, Кавказском фронтах против армий Колчака, Деникина и Врангеля. Участник боёв под Уральском и Лбищенском, взятия Царицына, Тихорецкой операции, Егорлыкской операции. С мая 1920 года — командир взвода 83-й бригады 28-й стрелковой дивизии (Дербент, Баку, Ленкорань), активно участвовал в борьбе с повстанческим движением и уголовным бандитизмом в Закавказье.
С января 1922 года воевал на Туркестанском фронте против басмачей. Сначала воевал в составе 80-го кавалерийского полка 14-й Майкопской кавалерийской дивизии: красноармеец, с июня — младший командир, затем командир взвода. С июня 1923 года — командир взвода 6-го кавалерийского полка 2-й Туркестанской кавалерийской бригады. С ноября 1924 года — командир взвода, помощник командира эскадрона, начальник полковой школы 84-го кавалерийского полка. С ноября 1926 года — адъютант конноартиллерийского дивизиона, квартирмейстер 84-го кавалерийского полка, командир эскадрона и начальник полковой школы этого полка в Среднеазиатском военном округе. Отличился в операциях против отрядов Джунаид-хана.
Окончил Объединённую Среднеазиатскую военную школу имени В. И. Ленина в 1927 году (Ташкент) и Кавалерийские курсы усовершенствования командного состава РККА в 1930 году (Новочеркасск). После окончания курсов вернулся в 84-й кавалерийский полк и вновь назначен командиром эскадрона. С января 1932 — начальник полковой школы 83-го горнокавалерийского полка, с мая 1933 — начальник штаба в 1-и в во 2-м Туркменских полках, с ноября 1936 года — командир 48-го горнокавалерийского полка. В общей сложности прослужил в Средней Азии и воевал против басмачей на протяжении 13-ти лет.
В 1937—1938 годах в составе группы советских добровольцев участвовал на китайской стороне в войне против Японии, напавшей на Китай. После возвращения в СССР с сентября 1938 года — председатель 21-й ремонтной комиссии, с октября 1939 года — начальник отделения в штабе Среднеазиатского военного округа, с мая 1940 года — командир 470-го стрелкового полка 194-й стрелковой дивизии того же округа (Ташкент), с апреля (по другим данным с июля) 1941 года — командир 83-й горнострелковой дивизии в том же округе. В 1940 году окончил Военную академию РККА имени М. В. Фрунзе (заочный факультет).

## Великая Отечественная война
В августе 1941 года дивизия под командованием полковника А. А. Лучинского участвовала в Иранской операции. Действуя из района Ашхабада, дивизия заняла город Мешхед и полностью разоружила 8-ю Восточную иранскую дивизию.
В ноябре 1942 года во главе этой же дивизии прибыл на Закавказский фронт. В составе этого и Северо-Кавказского фронтов участвовал в оборонительном и наступательном этапах битвы за Кавказ. Осенью 1942 года в составе 18-й армии отличился в Туапсинской оборонительной операции, а в начале 1943 года в составе уже 56-й армии успешно наступала на Краснодарском направлении. Только за январь—февраль 1943 года бойцами дивизии уничтожено до 4000 немецких и румынских солдат, около 200 взяты в плен.
С 6 марта 1943 года командовал 32-й гвардейской стрелковой дивизии на Северо-Кавказском фронте, но уже через две недели направлен на повышение в должности, будучи 21 марта назначен командиром 21-го стрелкового корпуса. 25 апреля 1943 года А. А. Лучинский был назначен командиром 3-го горнострелкового корпуса, который вёл успешные боевые действия в составе Северокавказского фронта и Отдельной Приморской армии. Войска корпуса под командованием А. А. Лучинского отличились в Новороссийско-Таманской операции, а в ходе Крымской операции в апреле 1944 года освободил город Ялта и участвовали в штурме Севастополя. 10 марта 1944 года был ранен на передовой на Керченском плацдарме, до 17 апреля находился в госпитале. Затем вновь принял командование 3-м горно-стрелковым корпусом.
С мая 1944 года генерал-лейтенант А. А. Лучинский командовал 28-й армией, которая входила в состав 1-го Белорусского и с сентября 1944 — 3-го Белорусского фронтов. Войска армии отличились в Белорусской, Гумбиннен-Гольдапской, Восточно-Прусской операциях, проводили ликвидацию немецкой группировки войск юго-западнее Кёнигсберга.
Указом Президиума Верховного Совета СССР от 19 апреля 1945 года за умелое управление войсками в Восточно-Прусской операции и проявленные при этом мужество и отвагу генерал-лейтенанту Лучинскому Александру Александровичу присвоено звание Героя Советского Союза.
Во время Берлинской наступательной операции 28-я армия, действуя в составе 1-го Украинского фронта (с 20 апреля 1945 года), участвует в окружении берлинской группировки противника и её разгроме юго-восточнее Берлина, а затем в Пражской операции.
С июня по сентябрь 1945 года генерал-полковник А. А. Лучинский был командующим 36-й армии, которая входила в состав Забайкальского фронта. В августе 1945 года он участвовал в войне против Японии на Дальнем Востоке и в разгроме войск Квантунской армии в Хингано-Мукденской наступательной операции. За годы Великой Отечественной войны его войска 20 раз отмечались в благодарственных приказах Верховного Главнокомандующего.

## Послевоенная служба
После войны продолжал командовать той же армией. С февраля 1946 года командовал 4-й армией, руководил её выводом из Ирана, где армия находилась с 1944 года, в СССР. С конца весны 1946 года армия входила в состав Закавказского военного округа (штаб — в Баку). В феврале 1947 года сдал командование и направлен на учёбу. В 1948 году А. А. Лучинский окончил Высшие академические курсы при Высшей военной академии имени К. Е. Ворошилова. С 10 мая 1948 года командовал 3-й ударной армией, а с апреля 1949 года он был заместителем главнокомандующего Группой советских войск в Германии.
C сентября 1949 года А. А. Лучинский командовал войсками Ленинградского военного округа, а с мая 1953 года — Туркестанского военного округа. 8 августа 1955 года присвоено воинское звание генерал армии.
С апреля 1958 года А. А. Лучинский был первым заместителем главного инспектора Министерства обороны СССР, а в феврале—марте 1959 года временно исполнял обязанности главного инспектора.
С сентября 1964 года А. А. Лучинский являлся военным инспектором-советником в Группе генеральных инспекторов Министерства обороны СССР, а с 1969 по 1986 года был заместителем начальника этой группы.
Член ВКП(б)/КПСС с 1943 года. Кандидат в члены ЦК КПСС в 1952—1961 годы. Депутат Верховного Совета СССР 2-го, 3-го и 4-го созывов (1946—1958).
Был женат на Елене Харитоновне Лучинской (урождённой Скляровой), воспитал двух сыновей и приёмную дочь.
Скончался 25 декабря 1990 года в Москве. Похоронен на Новодевичьем кладбище.

## Награды
- Герой Советского Союза (19.04.1945, медаль «Золотая Звезда» № 6561)[8];
- три ордена Ленина (1.04.1943[9], 21.02.1945[10][11], 19.04.1945[8]);
- орден Октябрьской Революции (21.03.1980)[12];
- четыре ордена Красного Знамени (1929, 19.10.1938, 3.11.1944[10][13]), 20.06.1949[10][14]);
- три ордена Суворова I степени (23.07.1944[15], 29.05.1945[16], 8.09.1945)[17];
- орден Кутузова I степени (16.05.1944);
- орден Суворова II степени (25.10.1943)[18];
- Орден Отечественной войны I степени (11.03.1985);
- орден Красной Звезды (22.02.1968);
- орден «За службу Родине в Вооружённых Силах СССР» II степени (22.02.1990);
- орден «За службу Родине в Вооружённых Силах СССР» III степени (30.04.1975);
- орден Трудового Красного Знамени Узбекской ССР (11.09.1928);
- медали;

Награды иностранных государств
- Орден Клемента Готвальда (ЧССР, 5.05.1975)[19];
- Орден «Дружба народов» (Афганистан, 05.05.1987)[20];
- Медаль «За укрепление дружбы по оружию» I степени (ЧССР, 30.04.1980);
- Медаль «30 лет освобождения Чехословакии Советской армией» (ЧССР, 28.03.1985);
- Медаль «30 лет Болгарской народной армии» (Болгария, 14.09.1974);
- Медаль «100 лет со дня рождения Георгия Димитрова» (Болгария, 14.02.1983);
- Медаль «40 лет Победы над гитлеровским фашизмом» (Болгария, 16.05.1985);
- Медаль «Китайско-советская дружба» (КНР).

## Воинские звания
- полковник (по состоянию на май 1940)
- генерал-майор (31.03.1943)
- генерал-лейтенант (24.05.1944)
- генерал-полковник (08.09.1945)
- генерал армии (08.08.1955)

## Публикации
- Лучинский А. А. В боях под Севастополем // Военно-исторический журнал. — М., 1964. — Май (№ 5). — С. 17—30.
- Лучинский А. А. На Берлин! // Военно-исторический журнал. — М., 1965. — Май (№ 5). — С. 81—91.
- Лучинский А. А. На туапсинском направлении // Военно-исторический журнал. — М., 1967. — Ноябрь (№ 11). — С. 69—75.
- Лучинский А. А. 28-я армия в Бобруйской операции // Военно-исторический журнал. — М., 1969. — Февраль (№ 2). — С. 66—75.
- Лучинский А. А. Освобождение Бреста // Военно-исторический журнал. — М., 1969. — Август (№ 8). — С. 92—99.
- Лучинский А. А. Забайкальцы на сопках Маньчжурии // Военно-исторический журнал. — М., 1971. — Август (№ 8). — С. 67—73.
- Лучинский А. А. Генерал армии И. Е. Петров // Военно-исторический журнал. — М., 1976. — Сентябрь (№ 9). — С. 121—125.
- Лучинский А. А., Португальский Р. М. О методах работы командующих фронтами и армиями при подготовке наступательных операций // Военно-исторический журнал. — М., 1980. — Июль (№ 7). — С. 18—25. — ISSN 0321-0626.
- Лучинский А. А. О некоторых вопросах развития стратегии и оперативного искусства в Курской битве // Военно-исторический журнал. — М., 1983. — Июнь (№ 6). — С. 26—33. — ISSN 0321-0626.
- Лучинский А. А. 83-я интернациональная // В боях за Туапсе. Сборник / Сост. Г. С. Акопян, лит. обраб. В. И. Яковлева, А. Г. Зенькова. — Краснодар: Книжное издательство, 1988. — 238 с. — ISBN 5-7561-0009-1.

## Память
- Почётный гражданин города Брест (Белоруссия) (1975).
- Улицы в городах Брест, Черняховск.
- Улица в г. Калининграде.

## Примечание
1. ↑  Лучинский Александр Александрович // Большая советская энциклопедия: [в 30 т.] — 3-е изд. — М.: Советская энциклопедия, 1969.
2. ↑  Иоффе Э. Три «Суворова» генерала Лучинского. Дата обращения: 15 января 2017. Архивировано 16 января 2017 года.
3. ↑  Биография А. Л. Лучинского на сайте «Русская армия в Великой войне». Дата обращения: 15 января 2017. Архивировано 16 января 2017 года.
4. ↑  Свиридов М. Генерал армии А. А. Лучинский (К 80-летию со дня рождения). // Военно-исторический журнал. — 1980. — № 3. — С.91-93.
5. ↑  Дивизия была переброшена на Кавказ из Средней Азии через Иран.  (недоступная ссылка)
6. ↑  Наградной лист на награждение орденом Ленина в ОБД «Память народа» Архивная копия от 2 февраля 2017 на Wayback Machine.
7. ↑  Феськов, 2013, Необходимо отметить, что в литературе встречается и иная дата назначения А. А. Лучинского на должность командарма-4 — 20 декабря 1945 года.
8. 1 2  Указ Президиума Верховного Совета СССР от 19.04.1945 в электронном банке документов «Подвиг народа» (архивные материалы ЦАМО. Ф. 33. Оп. 686046. Д. 45. Л. 14).
9. ↑  Наградной лист с представлением к Ордену Ленина в электронном банке документов «Подвиг народа» (архивные материалы ЦАМО. Ф. 33. Оп. 682525. Д. 26. Л. 76).
10. 1 2 3  Награждён в соответствии с Указом Президиума Верховного Совета СССР от 04.06.1944 «О награждении орденами и медалями за выслугу лет в Красной Армии». Дата обращения: 30 января 2016. Архивировано 4 августа 2017 года.
11. ↑  Указ ВС ССР № 220/270 от 21.02.1945 в электронном банке документов «Подвиг народа» (архивные материалы   ГАРФ. Ф. Р7523. Оп. 4. Д. 336.).
12. ↑  Указ Президиума Верховного Совета СССР от 21 марта 1980 года № 1769—Х «О награждении генерала армии Лучинского А. А. орденом Октябрьской Революции» // «Ведомости Верховного Совета Союза Советских Социалистических Республик». — № 13 (2035) от 26 марта 1980 года. — Ст.250.
13. ↑  Указ ВС ССР № 219/135 от 3.11.1944 в электронном банке документов «Подвиг народа» (архивные материалы   ГАРФ. Ф. Р7523. Оп. 4. Д. 255.).
14. ↑  Указ ВС ССР № 240/98 от 20.06.1949 в электронном банке документов «Подвиг народа» (архивные материалы ЦАМО. Ф. 33. Оп. 0170416сс. Д. 0118).
15. ↑  Наградной лист с представлением к Ордену Суворова I степени в электронном банке документов «Подвиг народа» (архивные материалы ЦАМО. Ф. 33. Оп. 686043. Д. 92. Л. 159).
16. ↑  Указ ВС ССР № 221/433 от 29.05.1945 в электронном банке документов «Подвиг народа» (архивные материалы   ГАРФ. Ф. Р7523. Оп. 4. Д. 356.).
17. ↑  Тремя орденами Суворова 1-й степени были награждены всего 18 военачальников за всю историю СССР.
18. ↑  Наградной лист с представлением к Ордену Суворова II степени в электронном банке документов «Подвиг народа» (архивные материалы ЦАМО. Ф. 33. Оп. 682525. Д. 70. Л. 98).
19. ↑  Список кавалеров ордена Клемента Готвальда. Дата обращения: 18 июня 2016. Архивировано из оригинала 22 августа 2016 года.
20. ↑  Информация о награждении в ОБД «Память народа» Архивная копия от 22 января 2022 на Wayback Machine.